# Jaume Plensa
Jaume Plensa, född 28 augusti 1955 i Barcelona i Spanien, är en spansk (katalansk) skulptör.
Jaume Plensa utbildade sig på Escola de la Llotja i Barcelona och på Reial Acadèmia Catalana de Belles Arts de Sant Jordi i Barcelona.

## Offentliga verk i urval
- Le nomade, Antibes i Frankrike
- CUC, 1986, Cap Roigs skulpturpark i Palafrugell i Spanien
- Gemelli, 1998, skulpturparken Villa Celle i Italien
- Blake in Gateshead, gjutjärn, stål och glas, 1996, utanför Baltic Centre for Contemporary Art i Gateshead i Storbritannien
- Magritte's Dream, 2001, Aino Station, Fukoroi City i Japan
- Mi casa en Torrelavega, 2001, rondell i Torrelavega i Spanien
- Gläsener Seele/Mr. Net,  2002, en interaktiv skulptur vid Hasso-Plattner-Institut für Softwaresystemtechnik på Potsdams universiteit i Potsdam-Babelsberg i Tyskland
- Seele?, 2002, Kunstweg MenschenSpuren i Neandertal i Tyskland
- As one, 2003, Lester B. Pearson International Airport i Toronto i Kanada
- Crown Fountain, ljusdioder, glas och diabas, 2004, i Millennium Park i Chicago
- I, You, She or He, 2006, skulpturparken Frederik Meijer Gardens & Sculpture Park i Grand Rapids i Michigan i USA
- "Conversation à Nice", 2007, ljusskulptur på Place Masséna i Nice i Frankrike
- Breathing, stål och glas, 2008, utanför British Broadcasting Corporations hus i London
- Heart of Trees, 2007, i Öbackaparken i Umeå.
- El alma del Ebro, 2008, i Zaragoza i Spanien
- The Dream, betong och vit dolomitsten, 20 meter hög, 2009, på platsen för den tidigare kolgruvan Sutton Manor Colliery i St Helens, vid M62 mellan Liverpool och Manchester i Storbritannien
- Dialogue eller Irma och Nuria, ljusskulptur utanför Copperhill Mountain Lodge i Åre
- Awilda in Salzburg, 2010, Sigmund Haffner Gasse, Salzburgs universitet i Salzburg i Österrike
- Body of Knowledge, stål, 2010, Campus Westend på Frankfurts universitet i Frankfurt am Main i Tyskland
- Dröm, ljusskulptur på tolv meter höga stålpelare, 2012, på Drottningtorget i Göteborg
- Laura, marmor, 2012, utanför  Albright-Knox Art Gallery i Buffalo, New York
- House of Knowledge, stål, 2014, utanför Textile Fashion Center i Borås
- Anna, 2015, Skulptur i Pilane, Tjörns kommun[15]
- Cloe från Barcelona, brons, 2017, Stureplan i Stockholm
- Julia, harts, 2018 på Plaza de Colón i Madrid. År 2018 uppfördes den i gjutjärn på Djurgården i Stockholm, innan den 2020 flyttades till i Umeå.

## Fotogalleri

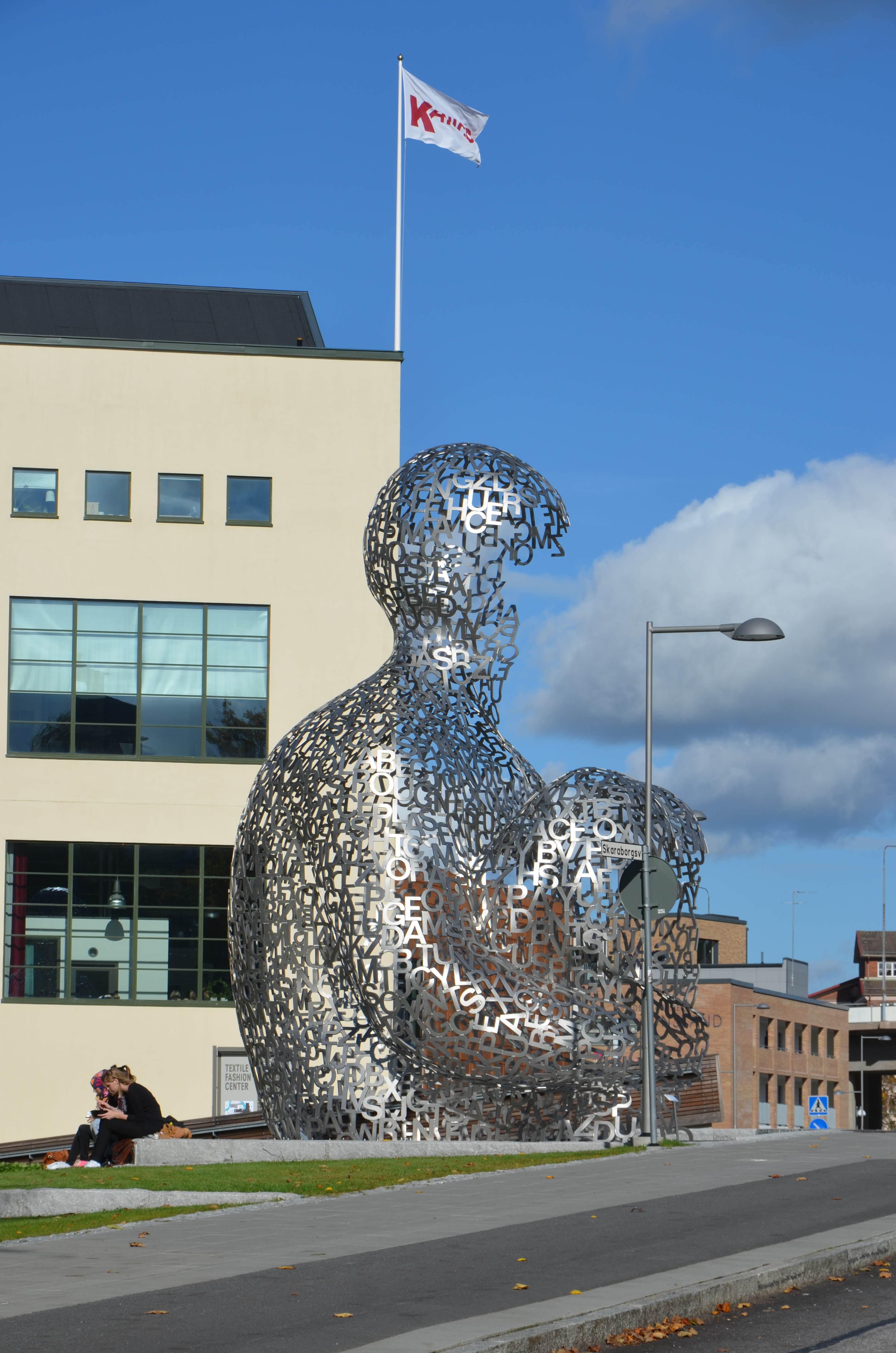
House of Knowledge i Borås.
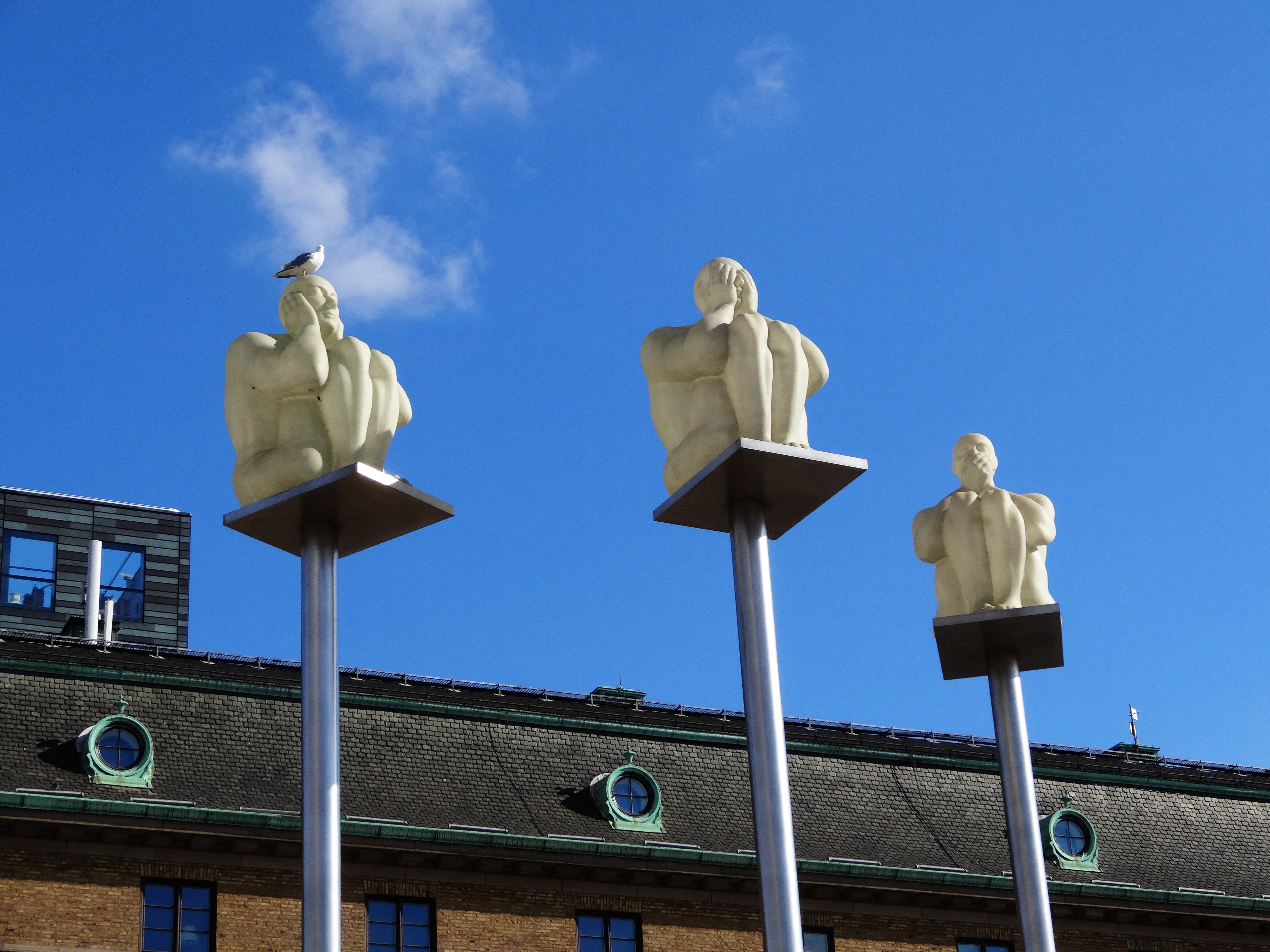
Dröm i Göteborg
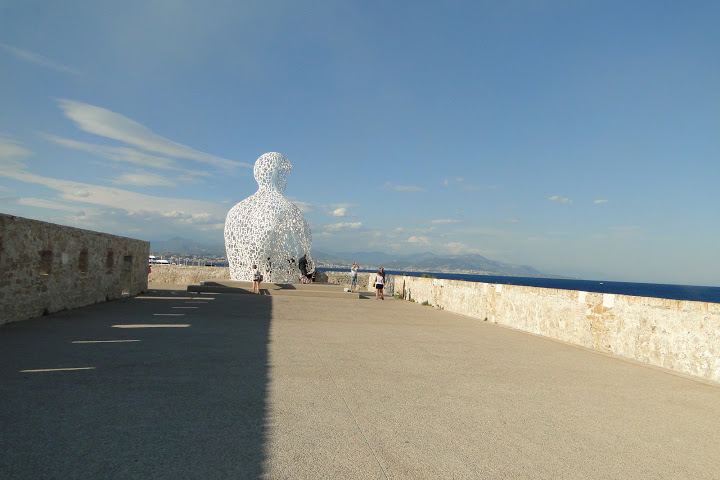
Le nomade i Antibes
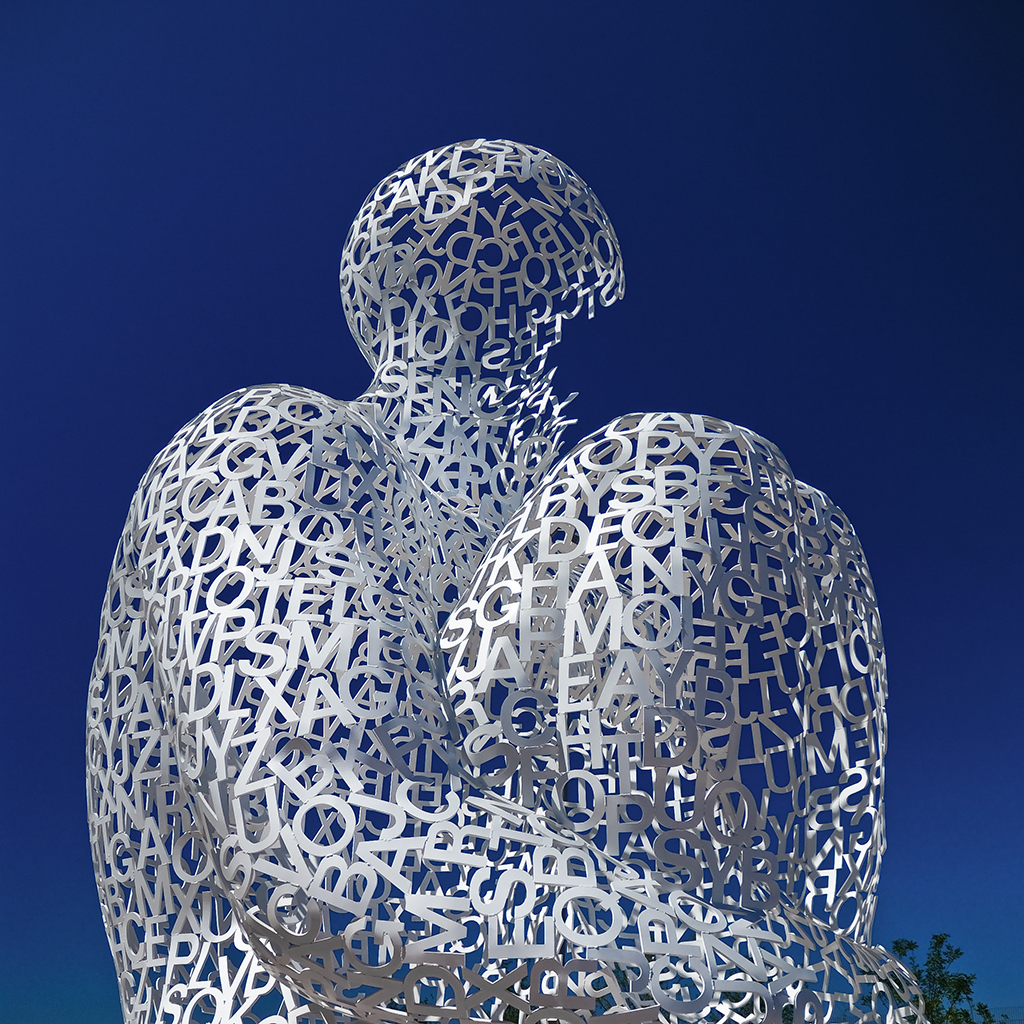
El alma del Ebro i Zaragoza
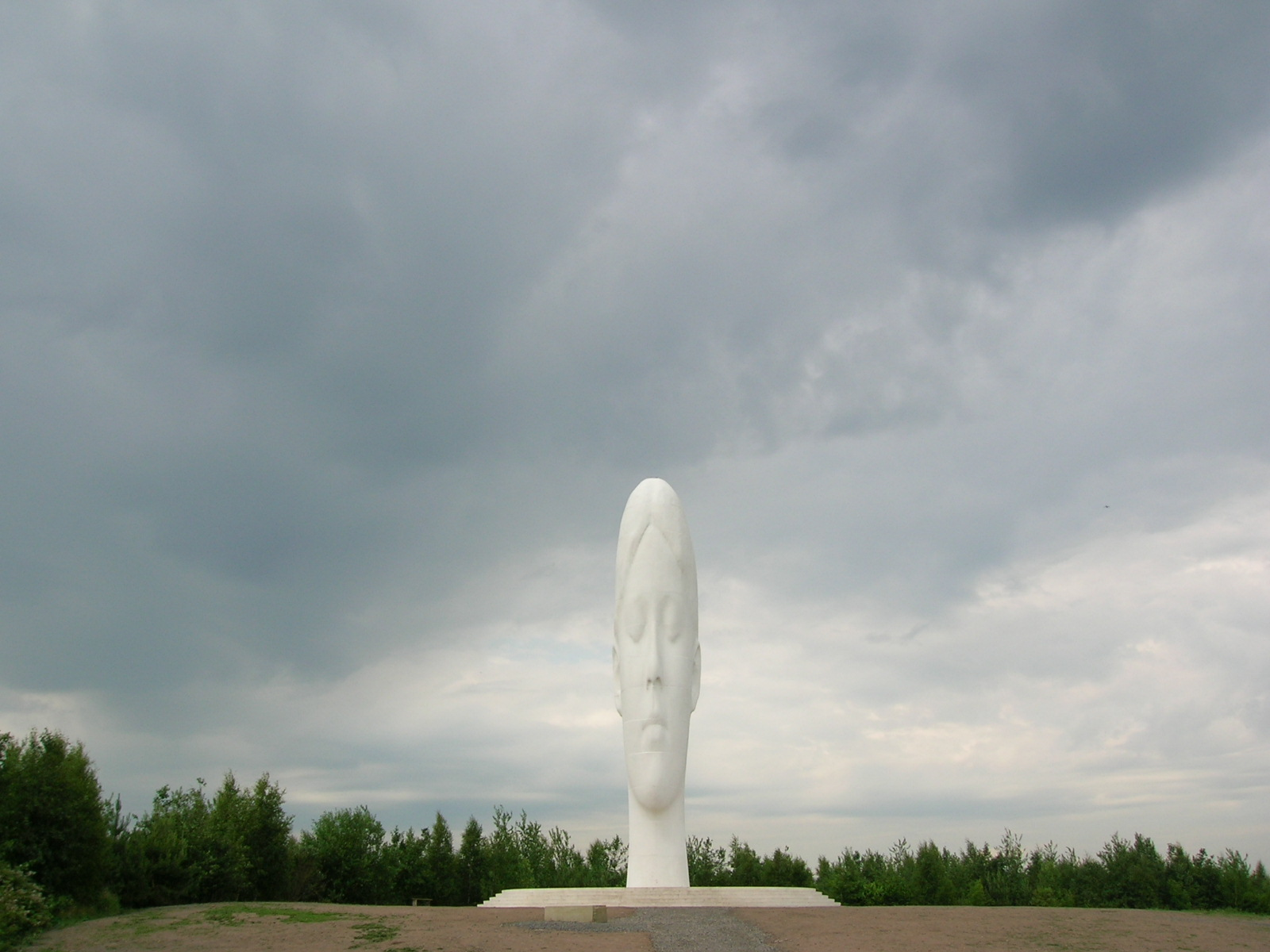
The Dream i St Helens i Storbritannien
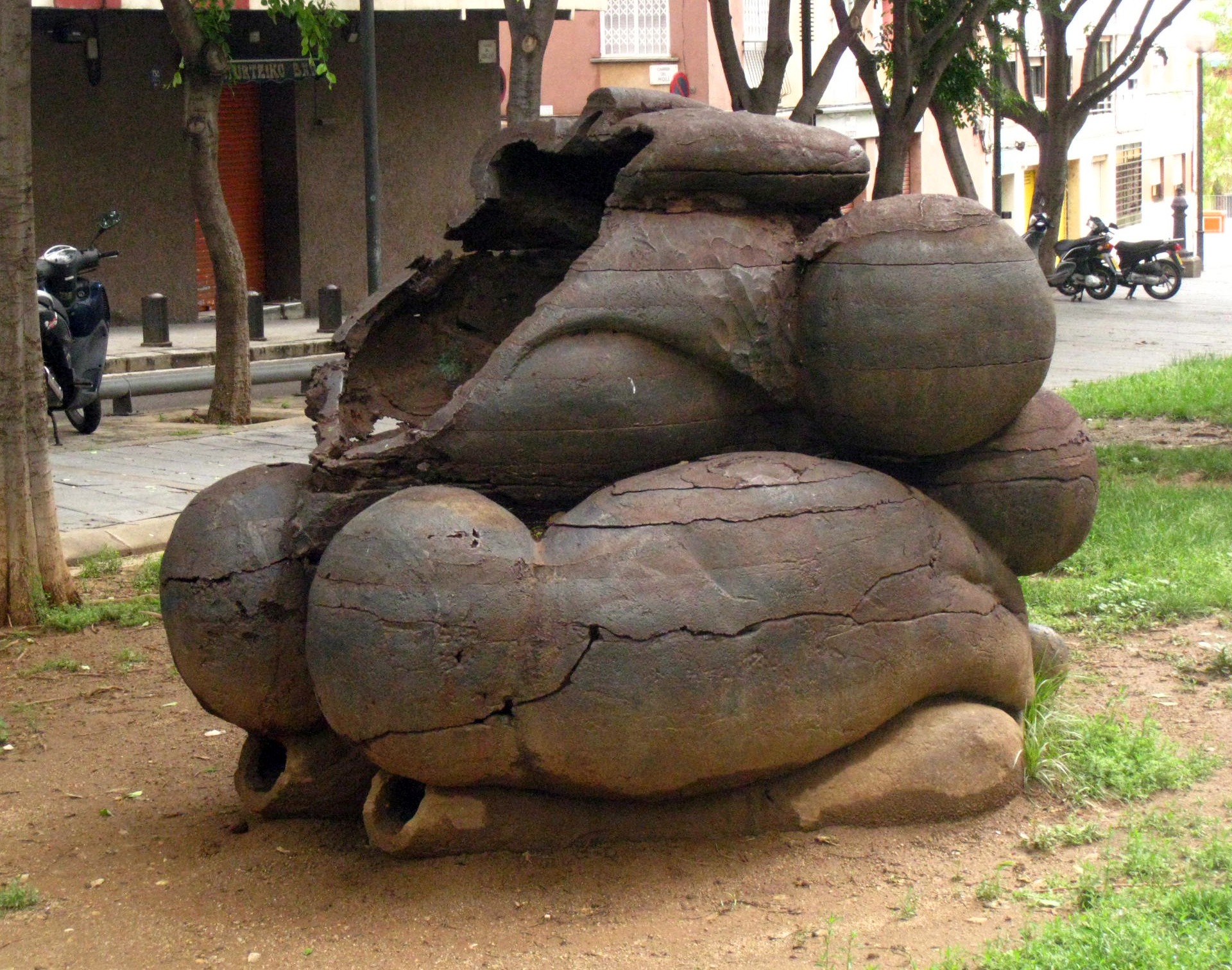
Esculler i Barcelona
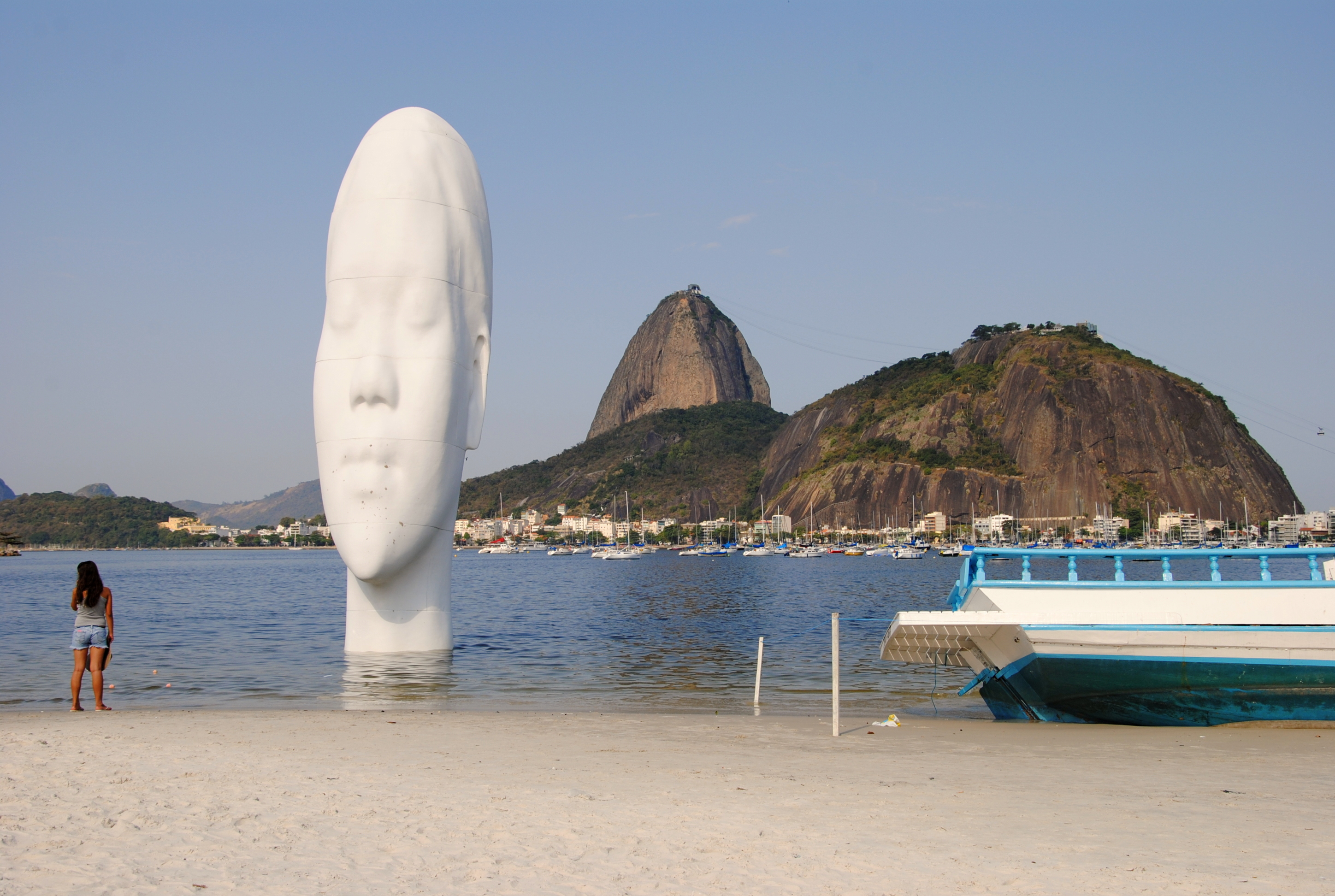
Awilda på Praia de Botafogo i Rio de Janeiro
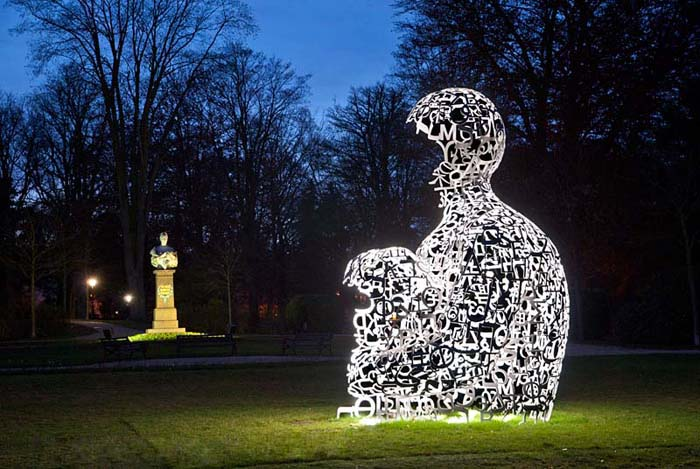
Nosotros, på utställningen Blickachsen 7, 2009 i Bad Homburg i Tyskland
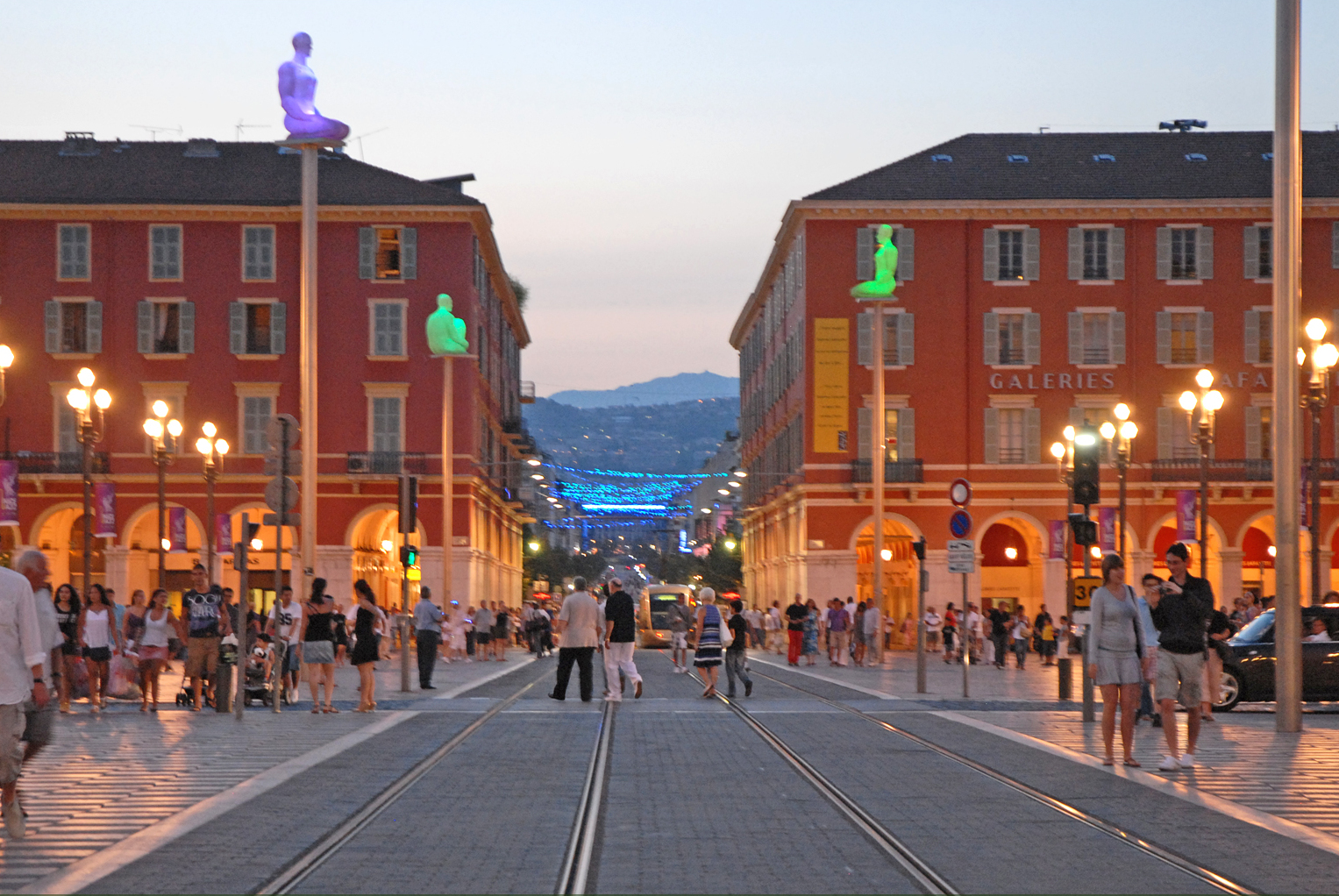
Conversation à Nice i Nice